# فولكانودون
الفولكانودون (الاسم العلمي: Vulcanodon) (تعني "بركاني السن")، وهو جنس منقرض من ديناصورات سحليات الأرجل وقد عاشت خلال العصر الجوراسي المبكر في في أفريقيا الجنوبية. النوع الوحيد المعروف هو (الفولكانودون كاريبانسيس) (الاسم العلمي: Vulcanodon karibaensis) والذي تم أكتشافه عام 1969 في زيمبابوي، كان يعتبر أقدم سحليات الأرجل المعروفة منذ عقود، وما زال أحد أكثر سحليات الأرجل التي تم اكتشافها بدائية.